# 후나이번
후나이번(府内藩(ふないはん))은 분고국 오이타군 후나이 주변을 지배한 번 중 하나이다. 번청은 후나이성 (현재의 오이타현 오이타시)이다.

## 번의 역사
분고 후나이는 오오토모씨의 거성이었지만, 오오토모 요시무네는 임진왜란 때 비겁한 행동을 했다고 했고, 도요토미 히데요시의 분노를 사, 개역당했다. 게이쵸 5년 (1600년)의 세키가하라 전투에서 분고 타카다 영주 타케나카 시게토시는 처음 서군을 도와 타나베성 전투에 참가했으나, 후에 동군으로 돌아섰기 때문에, 전후 도쿠가와 이에야스로부터 상을 받아 타카다 1만석에서 후나이 2만석으로 가증됨과 동시에 이봉되어, 후나이번의 번조(藩祖)가 되었다. 시게토시의 자취는 아들 시게요시가 이어 도쿠가와 히데타다의 총애를 받았으나, 죄를 지어서 개역당했다.
타케나카가를 대신해 시모츠케국 미부번에서 히네노 요시아키가 2만석으로 후나이번으로 이봉되지만, 메이레키 2년 (1656년)에 자식이 없어서 개역되었다. 그 후, 요시아키의 처조카 (정실의 형제의 아들)에 해당하는 오규 마쓰다이라가 분고 타카마츠번주 마쓰다이라 타다아키가 2만 2200석과 도쿠가와 막부 천령의 관리를 받아 메이레키 4년 (1658년) 2월 24일에 입봉하였다. 이후로 오규 마쓰다이라가 가문이 10대에 걸쳐 지배하면서 메이지 유신을 맞이했다.
메이지 4년 (1871년), 폐번치현에 의해 후나이현이 되었고, 후에 오이타현에 편입되었다.

## 역대 번주

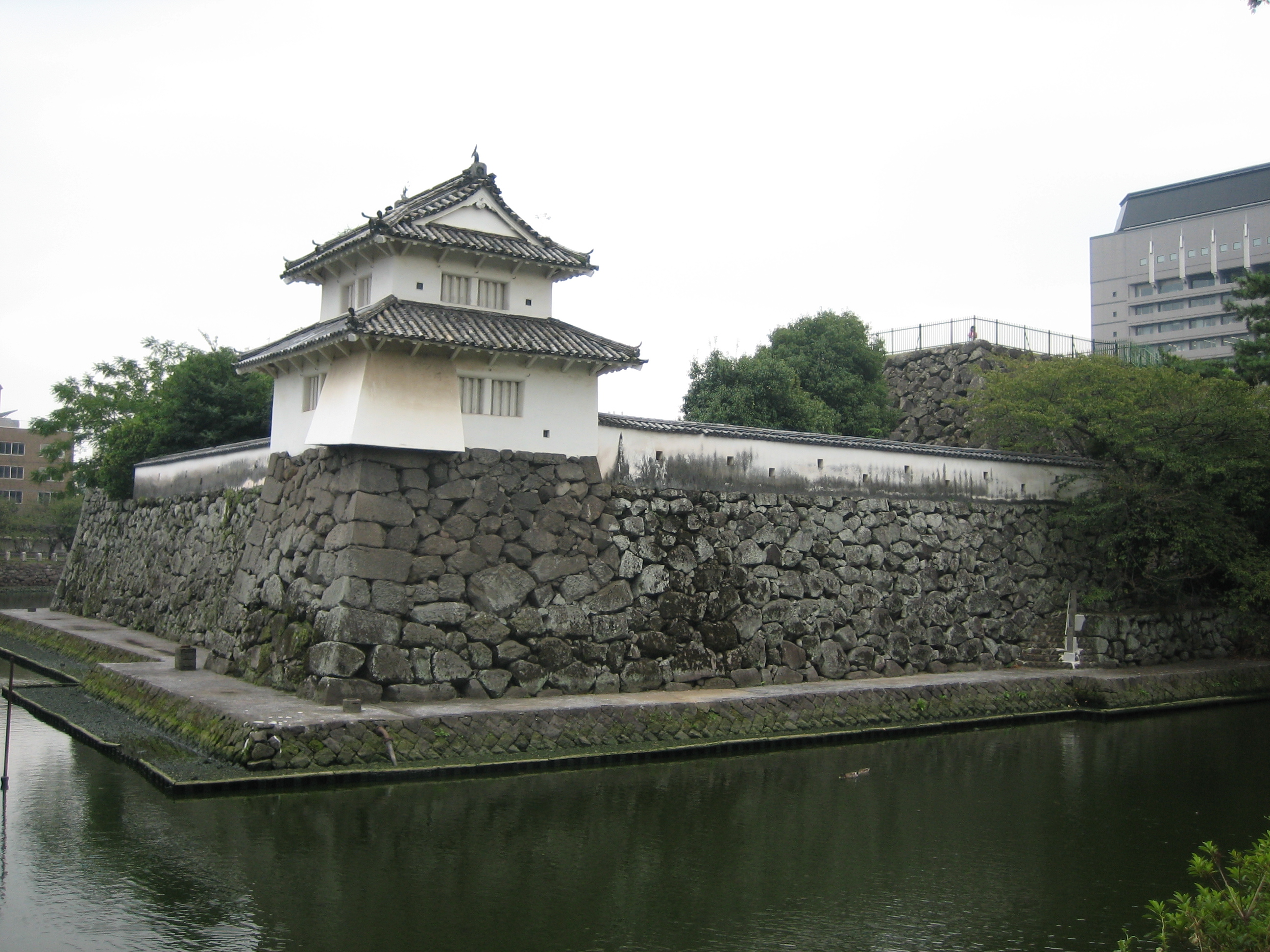
후나이성 인질 야구라와 천수대

### 타케나카가 (竹中家)
도자마 다이묘 고쿠다가 : 2만석 (1601년 ~ 1634년)
1. 시게토시 (重利)
2. 시게요시 (重義)

### 히네노가 (日根野家)

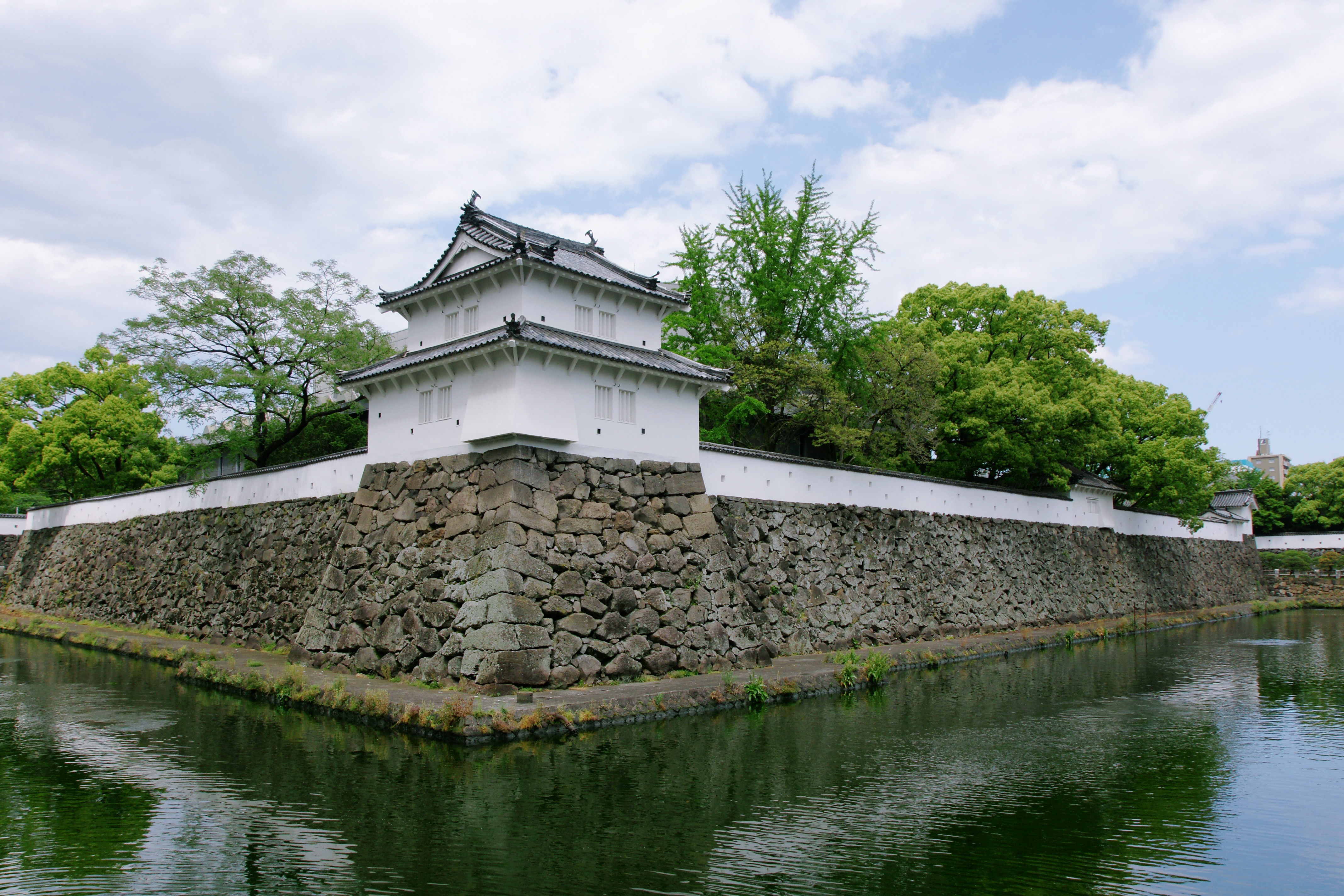
후나이성 니시노마루 니쥬야구라

도자마 다이묘 고쿠다카 : 2만석 (1634년 ~ 1656년)
1. 요시아키 (吉明)

### 오규 마쓰다이라가 (大給松平家)
후다이 다이묘 고쿠다카 : 2만 2200석 (1656년 ~ 1871년)
1. 타다아키 (忠昭)
2. 치카노부 (近陳)
3. 치카요시 (近禎)
4. 치카사다 (近貞)
5. 치카노리 (近形)
6. 치카토모 (近儔)
7. 치카요시 (近義)
8. 치카쿠니 (近訓)
9. 치카노부 (近信)
10. 치카요시 (近説)

## 영지
- 분고국
  - 오이타군 중 6정 96개 마을 (그 중 5마을을 분지)

## 같이 보기
- 폐번치현